# People's Choice Awards per la nuova serie TV commedia
Il People's Choice Awards alla nuova serie TV commedia (Favorite New TV Comedy) è un premio televisivo assegnato dal 1990 al 2017.

## Albo d'oro

### Anni 1990-1999
- 1990
  - Doogie Howser
  - Coach
  - Agli ordini papà (Major Dad)
- 1991
  - In Living Color
  - I Simpson (The Simpsons)
- 1992
  - Quell'uragano di papà (Home Improvement)
- 1993
  - Innamorati Pazzi (Mad About You)
- 1994
  - Frasier
  - Grace Under Fire
- 1995
  - Friends
  - Ellen
- 1996
  - Caroline in the City
- 1997
  - Cosby
- 1998
  - L'atelier di Veronica (Veronica's Closet)
  - Dharma & Greg
- 1999
  - Jessie
  - Will & Grace

### Anni 2000-2009
- 2000
  - Stark Raving Mad
- 2001
  - Ed
  - Bette
  - Geena Davis Show (The Geena Davis Show)
- 2002
  - Tutto in famiglia (My Wife & Kids)
- 2003
  - 8 semplici regole (8 Simple Rules)
  - The Bernie Mac Show
  - Cedric the Entertainer Presents
- 2004
  - Due uomini e mezzo (Two and a Half Man)
- 2005
  - Joey
  - Selvaggi (Complete Savages)
  - Father of the Pride
- 2006
  - My Name Is Earl
  - Tutti odiano Chris (Everybody Hates Chris)
  - How I Met Your Mother
- 2007
  - The Class - Amici per sempre (The Class)
  - 30 Rock
  - Til Death - Per tutta la vita ('Til Death)
- 2008
  - Samantha chi? (Samantha Who?)
  - Aliens in America
  - Back to You
  - The Big Bang Theory
  - Carpoolers
  - Cavemen
  - Chuck
  - Reaper - In missione per il Diavolo (Reapers)
  - Pushing Daisies
- 2009
  - Provaci ancora Gary (Gary Unmarried)
  - Kath & Kim
  - La peggiore settimana della nostra vita (Worst Week)

### Anni 2010-2017
- 2010
  - Glee
  - Incinta per caso (Accidentally on Purpose)
  - The Cleveland Show
  - Cougar Town
  - Modern Family
- 2011
  - $h*! My Dad Says
  - Better with You
  - Mike & Molly
  - Outsourced
  - Aiutami Hope! (Raising Hope)
- 2012
  - 2 Broke Girls
  - L'uomo di casa (Last Man Standing)
  - New Girl
  - Suburgatory
  - Up All Night
- 2013
  - The New Normal
  - Go On
  - Guys with Kids
  - The Mindy Project
  - Vicini del terzo tipo (The Neighbors)
- 2014
  - Super Fun Night
  - The Crazy Ones
  - The Michael J. Fox Show
  - The Millers
  - Mom
- 2015
  - Jane the Virgin
  - Black-ish
  - Cristela
  - Marry Me
  - The McCarthys
- 2016
  - Scream Queens
  - Crazy Ex-Girlfriend
  - Nonno all'improvviso (Grandfathered)
  - Life in Pieces
  - I Muppet (The Muppets)
- 2017
  - Papà a tempo pieno (Man with a Plane)
  - American Housewife
  - The Good Place
  - The Great Indoors
  - Kevin Can Wait